# Aidarus al-Zoubaidi
El general de división Aidarus Qassem Abdulaziz al-Zoubaidi (en árabe : عَيْدَرُوْس قاسم عبد العزيز الزُّبَيْدي) es el actual vicepresidente del Consejo de Liderazgo Presidencial del Yemen (PLC en siglas en inglés), presidente del Consejo de Transición del Sur (STC en siglas en inglés) y líder de facto del Movimiento del Sur en Yemen. Anteriormente se desempeñó como gobernador de la gobernación de Adén desde diciembre de 2015 hasta abril de 2017. La intención de Al-Zoubadi es la creación de un estado en el Sur de Yemen que se extienden desde Adén hasta la gobernación de Hadhramaut.

## Biografía
Al-Zoubaidi es un excomandante militar de la Gobernación de Ad Dali' que se mantuvo leal al presidente Abd Rabbuh Mansur al-Hadi durante la Guerra Civil de Yemen. Fue nombrado gobernador de Adén a principios de diciembre de 2015, después de que el gobernador anterior, el general de división Jaafar Mohammed Saad, fuera asesinado en un coche bomba. A principios de enero de 2016 sobrevivió a un intento de asesinato por parte de ISIS cuando una bomba explotó cerca de su convoy y al menos un guardaespaldas murió.  Fue despedido el 27 de abril de 2017 por el presidente Hadi. El 3 de mayo, se llevaron a cabo importantes mítines en Adén para protestar por la decisión de Hadi.
Una semana después, se formó el STC; algunos de los miembros eran los gobernadores de la gobernación de Ad Dali', la gobernación de Shabwah, la gobernación de Hadramaut, la gobernación de Lahij, Socotra y la gobernación de Al Mahrah. Al-Zoubaidi se convirtió en miembro del Movimiento de Yemen del Sur y presidente del STC. 
El 29 de enero de 2018, en la Batalla de Adén, al-Zoubaidi anunció el estado de emergencia en Adén y que "el STC ha comenzado el proceso de derrocar el gobierno de Hadi sobre el Sur". En abril de 2020, el STC anunció el autogobierno en el sur de Yemen.